# Carte d'identité estonienne
 (juillet 2017).
Si vous disposez d'ouvrages ou d'articles de référence ou si vous connaissez des sites web de qualité traitant du thème abordé ici, merci de compléter l'article en donnant les références utiles à sa vérifiabilité et en les liant à la section « Notes et références ».
La carte d'identité estonienne (en estonien : isikutunnistus) est un document obligatoire pour tous les citoyens d'Estonie. En plus de servir comme papiers d'identification réguliers, la carte peut être utilisée pour identifier la personne de façon électronique et donner une signature numérique à l'aide d'une puce intégrée.

## Description

### Conditions d'attribution
Dès sa naissance, chaque Estonien se voit attribuer un identifiant national en ligne lui permettant d’acquérir, à l'occasion de son quinzième anniversaire, une carte d’identité numérique.

### Document de voyage et réciprocité
Au sein de l'Union européenne (UE) et de l'Association européenne de libre-échange (AELE), c'est-à-dire l'Islande, la Norvège, la Suisse et le Liechtenstein, et d'autres pays et territoires (Albanie, Andorre, Bosnie-Herzégovine, Géorgie, Kosovo, Macédoine, Monaco, Monténégro, Chypre du Nord, Saint-Marin, Serbie et Vatican), la carte d'identité estonienne peut être utilisée par les citoyens d'Estonie comme document de voyage pour franchir les frontières du pays, mais les autorités estoniennes ne peuvent garantir que d'autres États membres de l'UE accepteront la carte en tant que document de voyage. 

### Signature numérique et autres usages
Conçue dans l'esprit d' « e-Estonie », la carte d'identité, en plus de l'identification régulière d'une personne, également être utilisée pour établir son identité dans un environnement électronique et pour donner sa signature numérique. Avec la carte d'identité estonienne, le citoyen reçoit l'adresse électronique personnelle @eesti.ee, qui est utilisée par l'État pour envoyer des informations importantes. Pour utiliser cette adresse électronique, le citoyen doit le transmettre à son adresse électronique personnelle en utilisant le portail électronique gouvernementale eesti.ee[pas clair]
Une faille de sécurité des puces utilisées découverte en octobre 2017 a contraint le gouvernement à bloquer plus de 760 000 cartes d'identités le 3 novembre 2017 à minuit.